# Port Louis
Port Louis este capitala și cel mai mare oraș al statului Mauritius. Este situat la țărmul Oceanului Indian în districtul cu același nume. Este cel mai mare port al insulei. Conform recensământului din 2003, orașul avea 147 688 locuitori.

## Economia
Foarte important pentru economia orașului este activitatera portuară, de asemenea în oraș există fabrici de textile, material plastic și farmaceutice. Turismul, în ultimii ani, a cunoscut o importantă creștere, ceea ce a dus și la o dezvoltare a comerțului, industriei și artizanatului local.

## Populația
Populația orașului este alcătuită în cea mai mare parte de urmașii foștilor angajați ai Companiei Franceze a Indiilor Răsăritene (Compagnie des Indes orientales), din secolul XIX. Sclavii au fost aduși cu un secol înainte de aceasta, de către britanici și de francezi în încercarea de cucerire a insulei. În anul 1835, sclavagismul a fost abolit și aici au sosit numeroși chinezi și indieni pentru a lucra pe plantațiile de trestie de zahăr pentru fabricarea romului. În actualitate în jur de 50% din populație este formată de etnici indieni de confesiune hindu, un important număr de africani și mici grupuri de chinezi și europeni.

## Locuri de interes turistic
- Aapravasi Ghat- complex de clădiri care au găzduit pe primii indieni ajunși pe insulă, este declarat patrimoniu UNESCO din 2006.
- moscheea Al-Aqsa din Plaine Verte, inaugurată la 5 octombrie 1805, sub guvernare franceză.
- muzeul din Port Louis
- cetățuia din Port Louis

## Orașe înfrățite
- Saint-Malo Franța.
- Québec, Canada